# Richard Austin Freeman
Richard Austin Freeman (Londra, 11 aprile 1862 – Gravesend, 28 settembre 1943) è stato uno scrittore e medico britannico specializzato in gialli.

## Biografia
Nato e vissuto nel quartiere di Soho, Freeman si laurea in Medicina alla Middlesex Hospital Medical College ed esercita la professione di medico chirurgo prima in Inghilterra e poi in Africa. Lì si ammala di una grave malattia che lo costringe, nel 1904, a tornare a Londra. Non trovando lavoro, si ritira nelle campagne del Kent, a Gravesend, luogo in cui trova, oltre che un impiego da medico, ispirazione per suoi romanzi. Il primo risale al 1902, periodo in cui pubblica i suoi primi racconti, ma solo cinque anni dopo raggiunge il successo e il grande pubblico con il poliziesco, L'impronta scarlatta. In queste pagine compare il personaggio del Dr. John Thorndyke, il primo investigatore scientifico letterario, professore di Medicina legale e protagonista indiscusso degli intrecci di Freeman. Impronte digitali, cadaveri riesumati e analisi di sostanze, accompagnate a ferree cognizioni di medicina e di chimica, sono la chiave di volta per la soluzione degli intricati casi che Freeman costruisce ad arte.

## Romanzi

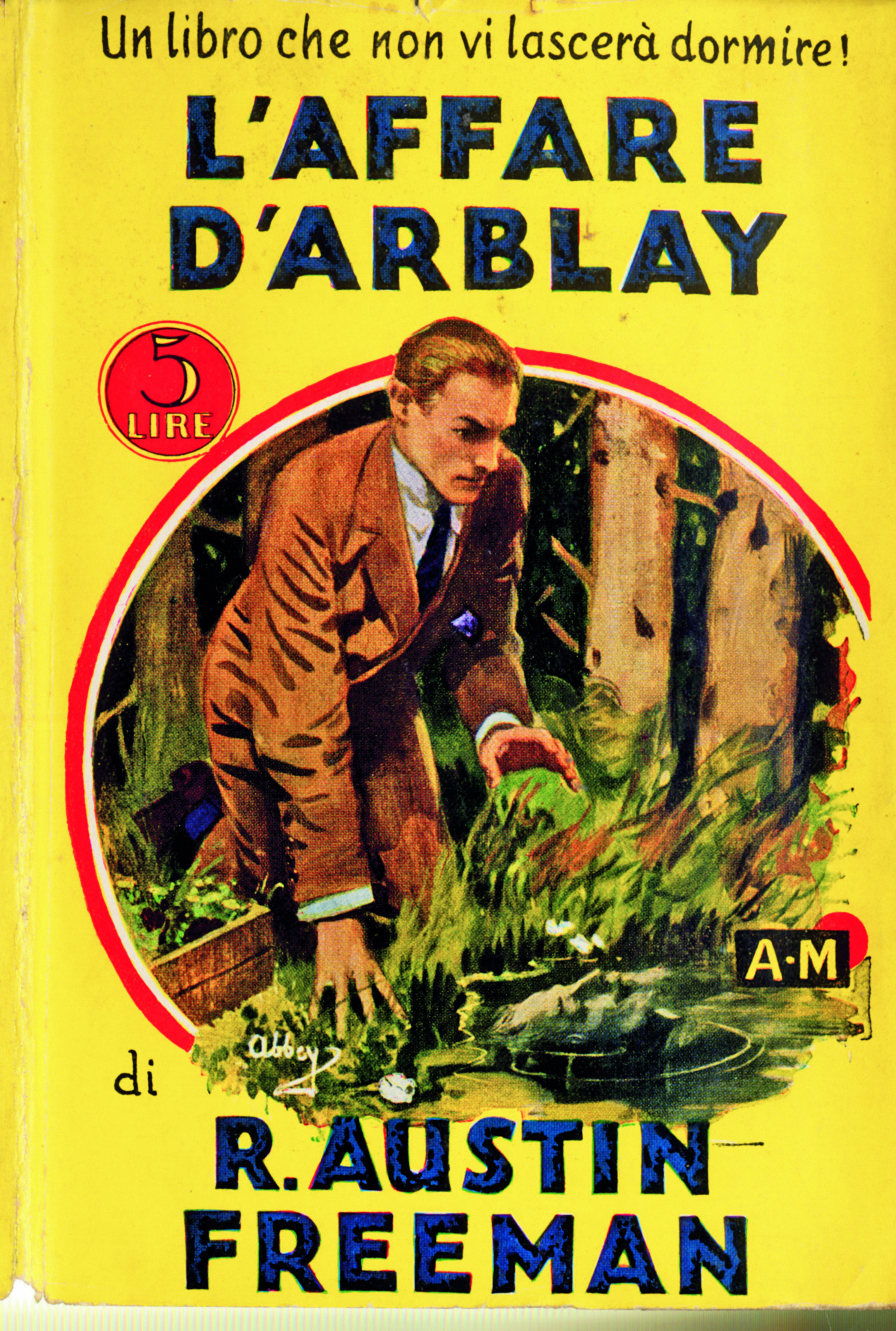
Copertina dell'edizione italiana del romanzo L'affare D'Arblay (The D'Arblay Mystery), I libri gialli n.23, 1931.

- L'impronta scarlatta (The Red Thumb Mark, 1907)
- L'occhio di Osiride (The Eye of Osiris - titolo inglese - o The Vanishing Man - titolo americano, 1911)
- Il mistero di New Inn 31 (The Mystery of 31 New Inn, 1912)[1]
- La vendetta dello scienziato (A Savant's Vendetta, 1913)[2]
- Il testimone muto (A Silent Witness, 1914)
- (inedito in Italia) Helen Vardon's Confession, 1922
- L'occhio di gatto (The Cat's Eye, 1923)
- Il mistero di Angelina Frood (The Mystery of Angelina Frood, 1924)
- L'ombra del lupo (The Shadow of the Wolf, 1925)
- L'affare D'Arblay (The D'Arblay Mystery, 1926), I Gialli Mondadori 23, 1926
- Un certo Dr. Thorndyke (A Certain Dr. Thorndyke, 1927)
- Arsenico (As A Thief in the Night, 1928)
- La svista del signor Pottermack (Mr. Pottermack's Oversight, 1930)
- (inedito in Italia) Pontifex, Son and Thorndyke, 1931
- Il diabolico terzetto (When Rogues Fall Out - titolo inglese - o  Dr. Thorndyke's Discovery - titolo americano, 1932)
- Il mistero della cassa scomparsa (Dr. Thorndyke Intervenes, 1933)
- (inedito in Italia) For the Defence: Dr. Thorndyke, 1934
- Il mistero Penrose (The Penrose Mystery, 1936)
- L'inquilino sospetto (Felo de Se - titolo inglese - o Death At The Inn - titolo americano, 1937)
- La statuetta di terracotta (The Stoneware Monkey), 1938
- (inedito in Italia) Mr. Polton Explains, 1940
- Il mistero di Jacob Street (The Jacob Street Mystery - titolo inglese - o The Unconscious Witness - titolo americano, 1942)

## Racconti
- (raccolta inedita in Italia), John Thorndyke's Cases (titolo inglese, o Dr. Thorndyke's Cases - titolo americano,  1909)
  - Il cifrario moabita (The Moabite Cipher)[3]
  - Il pugnale d'alluminio (The Aluminium Dagger)[4]
- (raccolta inedita in Italia) The Singing Bone (titolo inglese, o The Adventures of Dr Thorndyke - titolo americano, 1912)
- (raccolta inedita in Italia) The Great Portrait Mystery and Other Stories, 1918[5]
- (raccolta inedita in Italia) Dr. Thorndyke's Casebook (titolo inglese, o The Blue Scarab - titolo americano, 1923)
- (raccolta inedita in Italia) The Puzzle Lock, 1925
- (raccolta inedita in Italia) The Magic Casket, 1927
- The Famous Cases of Dr. Thorndyke (titolo inglese, o The Dr Thorndyke Omnibus - titolo americano, 1928)[6]
- Dr. Thorndyke's Crime File, 1941[7]